# Marketing educativo
El marketing educativo es una rama del marketing que se centra en los servicios educativos y las necesidades sociales que satisfacen. Se ocupa además del branding de las escuelas públicas y privadas, abordando temas como la captación de alumnado, la promoción institucional, la experiencia del estudiante, la satisfacción de las familias, la fijación de precios, el marco legal que rige a los centros educativos y los requerimientos que la sociedad hace a la educación.

### Marketing Educativo según autores destacados
«Proceso de construir valor en las experiencias que brindan los servicios educativos, con la finalidad de superar las expectativas de estudiantes, profesores, familias y comunidad»
«Conjunto de técnicas y estrategias utilizadas por los centros de enseñanza (desde infantil hasta la universidad y el posgrado) para conseguir satisfacer las necesidades educativas de una sociedad, sus familias y alumnos de forma rentable» (Nuñez, 2017, p. 15).
«Proceso de investigación de las necesidades sociales, para desarrollar servicios educativos tendientes a satisfacerlas, acordes a su valor percibido, distribuidos en tiempo y lugar, y éticamente promocionados para generar bienestar entre individuos y organizaciones» (Manes, 2004, p. 5).

## Historia del Marketing Educativo

##### 80's y el Neoliberalismo
En los años 80, en el marco del Neoliberalismo, la educación privada fue ganando terreno, lo que incrementó la competencia dentro de este sector.
Si bien desde los inicios de la Educación, los centros educativos ya eran consciente de la necesidad de diferenciarse a través de logotipos, escudos y colores institucionales, los 80 marca el inicio de la adopción de estrategias de Marketing para la venta de servicios educativos.
Es por ello que en los 80 vemos el nacimiento en Latinoamérica de muchas universidades privadas que permanecen hasta nuestros días (Conway, Mackay y Yorke, 1994; Caruana, Ramaseshan y Ewing, 1998; Smith, 2003; Svensson y Wood, 2007; citados por Hemsley-Brown y Oplatka, 2006).
La iniciativa privada llegó para atender las necesidades que la educación pública no había cubierto, especialmente a nivel universitario.

##### 90's y la competencia global
Amparo Ruiz señala en su libro “Educación Superior y Globalización” señala que el desarrollo económico orientó a la educación hacia el desarrollo de habilidades productivas centradas en la competitividad.